# Un jour de veine
Pour plus de détails, voir Fiche technique et Distribution.
Un jour de veine (His Lucky Day) est un film américain réalisé par Edward F. Cline, sorti en 1929.

## Fiche technique
- Titre : Un jour de veine
- Titre original : His Lucky Day
- Réalisation : Edward F. Cline
- Scénario : Gladys Lehman, John B. Hymer et Albert DeMond
- Photographie : Arthur L. Todd
- Montage : Ted J. Kent et Harry Marker
- Société de production : Universal Pictures
- Pays de production : États-Unis
- Format : Noir et blanc - Film muet
- Genre : comédie
- Date de sortie : 1929

## Distribution
- Reginald Denny : Charles Blaydon
- Lorayne Duval : Kay Weaver
- Otis Harlan : Jerome Van Dyne
- Eddie Phillips : Spider
- Cissy Fitzgerald : Mrs Dan Dyne
- Harvey Clark : Jerome Weaver
- Tom O'Brien : James
- Walter Brennan (non crédité)
- Andy Devine (non crédité)